# Darkness on the Edge of Town
Darkness on the Edge of Town er det fjerde studiealbum af Bruce Springsteen, udgivet i 1978 af Columbia Records.

## Trackliste
Alle sange er skrevet af Bruce Springsteen.
Side et
1. . "Badlands" – 4:01
2. . "Adam Raised a Cain" – 4:32
3. . "Something in the Night" – 5:11
4. . "Candy's Room" – 2:51
5. . "Racing in the Street" – 6:53

Side to
1. . "The Promised Land" – 4:33
2. . "Factory" – 2:17
3. . "Streets of Fire" – 4:09
4. . "Prove It All Night" -3:56
5. . "Darkness on the Edge of Town" – 4:30

## Hitlister og certifikationer

### Album
| År   | Chart                     | Position |
| ---- | ------------------------- | -------- |
| 1978 | U.S. Billboard Pop Albums | 5        |
| 1985 | U.S. Billboard 200        | 167      |
| 2010 | U.S. Billboard 200        | 16       |

### Singler
| År   | Single               | Chart                      | Position |
| ---- | -------------------- | -------------------------- | -------- |
| 1978 | "Prove It All Night" | U.S. Billboard Pop Singles | 33       |
| 1978 | "Badlands"           | U.S. Billboard Pop Singles | 42       |

## Medvirkende

### E Street Band
- Bruce Springsteen – forsanger, lead guitar, harmonika
- Roy Bittan – klaver, vokal
- Clarence Clemons – saxofon, vokal
- Danny Federici – orgel, glockenspiel
- Gary Tallent – bas guitar
- Steven Van Zandt – rytmeguitar, vokal
- Max Weinberg – trommer

### Produktion
- Produceret af Jon Landau og Bruce Springsteen
- Steven Van Zandt – produktions-assistance
- Jimmy Iovine – lydtekniker, mixing
- Thom Panunzio – lydteknisk assistent
- Chuck Plotkin – mixing
- Mike Reese – mastering
- Frank Stefanko – fotograf